# Спортивный (остров)
Спорти́вный — остров архипелага Северная Земля. Административно относится к Таймырскому Долгано-Ненецкому району Красноярского края.
Расположен в море Лаптевых в центральной части архипелага в юго-восточной части залива Микояна на расстоянии около 1,4 километра от побережья острова Большевик в районе устья реки Останцовой. В 3 километрах к северу от Спортивного лежит остров Двух Товарищей.
Имеет овальную, вытянутую с юго-востока на северо-запад форму длиной около 950 метров. Берега ровные, пологие. Существенных возвышенностей нет, наивысшая точка острова — всего 6 метров.

## Топографические карты
- Лист карты T-48-VII,VIII,IX залив Ахматова. Масштаб: 1 : 200 000. Состояние местности на 1982 год. Издание 1988 г.